# Slowenische Fußballnationalmannschaft (U-17-Juniorinnen)
Die slowenische U-17-Fußballnationalmannschaft der Frauen repräsentiert Slowenien im internationalen Frauenfußball. Die Nationalmannschaft untersteht dem Nogometna zveza Slovenije und wird seit 2010 von Tina Kelenberger trainiert.
Die Mannschaft nimmt seit 2007 an der Qualifikation zur U-17-Europameisterschaft teil. Bislang ist es dem Team jedoch nie gelungen, sich für eine EM-Endrunde zu qualifizieren. Zumeist scheiterte die slowenische U-17-Auswahl bereits in der ersten Qualifikationsrunde, erreichte aber seit 2017 regelmäßig Runde zwei bzw. etablierte sich im neuen Qualifikationssystem in Liga A.

## Turnierbilanz

### Weltmeisterschaft
| Jahr   | Gastgeber           | Platzierung        |
| ------ | ------------------- | ------------------ |
| 2008   | Neuseeland          | nicht qualifiziert |
| 2010   | Trinidad und Tobago | nicht qualifiziert |
| 2012   | Aserbaidschan       | nicht qualifiziert |
| 2014   | Costa Rica          | nicht qualifiziert |
| 2016   | Jordanien           | nicht qualifiziert |
| 2018   | Uruguay             | nicht qualifiziert |
| 2021 1 | Indien 1            | – 1                |
| 2022   | Indien              | nicht qualifiziert |

### Europameisterschaft
| Jahr   | Gastgeber               | Platzierung                                  |
| ------ | ----------------------- | -------------------------------------------- |
| 2008   | Schweiz                 | 1. Qualifikationsrunde                       |
| 2009   | Schweiz                 | 1. Qualifikationsrunde                       |
| 2010   | Schweiz                 | 1. Qualifikationsrunde                       |
| 2011   | Schweiz                 | 1. Qualifikationsrunde                       |
| 2012   | Schweiz                 | 1. Qualifikationsrunde                       |
| 2013   | Schweiz                 | 1. Qualifikationsrunde                       |
| 2014   | England                 | 1. Qualifikationsrunde                       |
| 2015   | Island                  | 1. Qualifikationsrunde                       |
| 2016   | Belarus                 | 1. Qualifikationsrunde                       |
| 2017   | Tschechien              | 2. Qualifikationsrunde                       |
| 2018   | Litauen                 | 2. Qualifikationsrunde                       |
| 2019   | Bulgarien               | 2. Qualifikationsrunde                       |
| 2020 2 | Schweden 2              | 2. Qualifikationsrunde 2                     |
| 2021 2 | Färöer 2                | – 2                                          |
| 2022   | Bosnien und Herzegowina | Liga A                                       |
| 2023   | Estland                 | Liga A (nicht qualifiziert für die Endrunde) |